# Marc-la-Tour
Marc-la-Tour è un comune francese di 174 abitanti situato nel dipartimento della Corrèze nella regione della Nuova Aquitania.

## Società

### Evoluzione demografica
Abitanti censiti